# Spoorlijn Bochum Hauptbahnhof - Bochum West
De spoorlijn Bochum Hauptbahnhof - Bochum West is een spoorlijn in de Duitse stad Bochum. De spoorlijn is als lijn 2194 onder beheer van DB Netze.

## Geschiedenis
Het traject werd geopend op 27 mei 1979 als rechtstreekse verbinding tussen Bochum Hauptbahnhof en Bochum West.

## Treindiensten
De Deutsche Bahn verzorgde tot 2005 het personenvervoer op dit traject met RB-treinen. Sinds december 2005 verzorgt het Duitse Abellio Rail voor een periode van 12 jaar het personenvervoer tussen Bochum en Gelsenkirchen met treinen van het type Coradia LINT 41.
| Serie | Treinsoort                  | Route                                                                                          | Bijzonderheden                                      |
| ----- | --------------------------- | ---------------------------------------------------------------------------------------------- | --------------------------------------------------- |
| RB 46 | Regionalbahn (DB Regio NRW) | Gelsenkirchen Hbf – Wanne-Eickel Hbf – Bochum-Riemke – Bochum-Hamme – Bochum West – Bochum Hbf | Glückauf-Bahn 2x per uur, 1x per uur in het weekend |

## Aansluitingen
In de volgende plaatsen is of was er een aansluiting op de volgende spoorlijnen:
Bochum Hauptbahnhof
DB 2150, spoorlijn tussen Bochum en aansluiting Prinz von Preußen
DB 2160, spoorlijn tussen Essen en Bochum
DB 2291, spoorlijn tussen Mülheim-Styrum en Bochum
Bochum West
DB 2153, spoorlijn tussen Bochum en aansluiting Nordstern

## Elektrische tractie
Het traject werd in bij aanleg in 1979 geëlektrificeerd met een spanning van 15.000 volt 16⅔ Hz.